# Holmesjön, Dalsland
Holmesjön är en sjö i Färgelanda kommun och Munkedals kommun i Dalsland och ingår i Örekilsälvens huvudavrinningsområde. Sjön är 6,5 meter djup, har en yta på 0,51 kvadratkilometer och är belägen 106,1 meter över havet. Sjön avvattnas av vattendraget Surnåsbäcken. Vid provfiske har abborre, gädda och mört fångats i sjön.

## Delavrinningsområde
Holmesjön ingår i det delavrinningsområde (649008-127110) som SMHI kallar för Mynnar i Munkedalsälven. Medelhöjden är 121 meter över havet och ytan är 3,82 kvadratkilometer. Det finns ett avrinningsområde uppströms, och räknas det in blir den ackumulerade arean 16,11 kvadratkilometer. Surnåsbäcken som avvattnar avrinningsområdet har biflödesordning 3, vilket innebär att vattnet flödar genom totalt 3 vattendrag innan det når havet efter 20 kilometer. Avrinningsområdet består mestadels av skog (72 procent). Avrinningsområdet har 0,51 kvadratkilometer vattenytor vilket ger det en sjöprocent på 13,3 procent.